# Selský les
Přírodní rezervace Selský les byla pod kódem 385 zřízena výnosem Ministerstva kultury ze dne 8. května 1954 z důvodu zachování starého bukového porostu s některými význačnými bylinnými druhy v podrostu.

## Popis lokality
Přes 200 let starý zbytek bukového lesa v severozápadní části Zábřežské vrchoviny s vtroušenou jedlí a javorem klenem jako typická původní přírodní lesní skladba tvořící základ lesních porostů této přírodní rezervace. Je to malý izolovaný les o výměře 9,0 hektarů v nadmořské výšce 550 až 600 metrů, s průměrnými ročními srážkami 700 mm. Převážně jde o bohatou jedlovou bučinu. Nejstarší stromy jsou až 300leté, je tu diferencovaná vnitřní výstavba i dobré přirozené zmlazení dřevin. V porostu převládá buk (50 %), jedle (40 %) a klen (10 %). Důsledným dlouhodobým obhospodařováním toulavou sečí (podle potřeby různých dimenzí dříví v zemědělském hospodářství) se dochovala přirozená skladba i výstavba víceméně přirozeného lesa. Uměle založené smrčiny po úmyslných a zejména nahodilých těžbách jsou stanovištně nevhodné a jsou potlačovány.
Les získává ponecháváním padlého dříví i pralesovitý ráz a je skutečným vzorem přirozených lesů v oblasti.
I přes vysoký věk jsou bukové porosty kvalitní, přirozeně se obnovující a schopné samostatného přirozeného vývoje.
Tvoří pouze enklávu a otevřená krajina má na něj nepříznivý vliv (provívání, teplejší okraje, mikroklima).

### Flóra
V území je zastoupena široká škála lesních, mokřadních a částečně lučních společenstev s výskytem prstnatce májového (Dactylorhiza majalis), kyčelnice devítilisté (Dentaria enneaphyllos), bledule jarní (Leucojum vernum) a dalších druhů.
Zajímavý je i výskyt ustáleného křížence ostřice rusé a ostřice skloněné (Carex flava × Carex demissa / = C. tumidicarpa). Díky téměř uzavřenému ekosystému je zde zaznamenáno vysoké zastoupení nižších rostlin, bylo zjištěno přes sto druhů převážně dřevokazných hub.

### Fauna
Zvířena je zastoupena typickými druhy lesů a lesních okrajů.
- Ptactvo typické pro společenstva listnatých lesů: káně lesní (Buteo buteo), holub hřivnáč (Columba palumbus), strakapoud velký (Dendrocopos major), strakapoud malý (Dendrocopos minor) a strakapoud prostřední (Dendrocopos medius), kukačka obecná (Cuculus canorus), sedmihlásek hajní (Hippolais icterina), pěnice černohlavá (Sylvia atricapilla), pěnice slavíková (Sylvia borin), pěnice hnědokřídlá (Sylvia communis), sýkora babka (Parus palustris), dlask tlustozobý (Coccothraustes coccothraustes), lejsek bělokrký (Ficedula albicollis), budníčci (Phylloscopus sp.), šoupálci (Certhia sp.)aj. Na loukách hnízdí bekasina otavní (Gallinago gallinago).
- Z obojživelníků se běžně vyskytují rosnička zelená (Hyla arborea), skokan zelený (Rana esculenta), ropucha zelená (Bufo viridis), kuňka obecná (Bombina bombina) a čolek obecný (Triturus vulgaris).
- Z plazů se výskytuje užovka obojková (Natrix natrix) a ještěrka obecná (Lacerta agilis).
- Lokalita představuje i z entomologického hlediska kvalitní relativně zachovalé území s vysokou diverzitou entomofauny.
- Nejlépe je známa fauna motýlů (Lepidoptera), zejména čeledi můrovitých (Noctuidae), dvoukřídlých (Diptera) a vážek (Odonata).
- Zastoupeny jsou zde částečně i mokřadní a rašelinné druhy, mající vývoj v různých typech vod a na prameništích a vlhkých loukách. Mezi nimi byla zjištěna řada vzácných a ojediněle se vyskytujících druhů. Např. můry Simyra albovenosa, Archanara dissoluta a lišejníkovec Nudaria mundana z čeledi přástevníkovitých (Arctiidae). Z druhů dvoukřídlých (Diptera) patří k ohrožené mokřadní fauně bráněnka měnlivá (Stratiomys chamaeleon), Stratiomys singulator, Oxycera trilineata, a většina druhů z čeledi lupicovitých (Dolichopodidae) a řada pestřenkovitých (Syrphidae). V drobných depresích, prameništích se vyvíjejí vážky (Odonata). Většinou se jedná o hojnější druhy.
- Brouci (Coleoptera) - lesní druhy žijící v zachovalých listnatých porostech a lužních lesích jsou významnou ekologickou skupinou hmyzu na lokalitě. Vzácnými brouky této ekologické skupiny jsou zde např. druhy Hallomenus binotatus a Melandrya caraboides z čeledi lencovitých (Melandryidae). Z dvoukřídlých např. Triphleba forfex z čeledi hrbilkovitých (Phoridae) a Heteromeringia nigrimana z čeledi různatkovitých (Clusiidae). Sušší okraje lesů s lemy keřů a pestrou bylinnou vegetací poskytují útočiště vzácným teplomilným druhům a migrantům. Z čeledi můrovitých jsou to např. můry Eublemma purpurina a Helicoverpa armigera.
- Zjištěn byl i vzácný lišejníkovec Nudaria mundana z čeledi přástevníkovitých (Arctiidae), který se vyvíjí na lišejnících a játrovkách a skrytě žijící brouk chrobák ozbrojený (Odonteus armiger).
- Z druhů brouků jsou zde běžní tesařík smrkový (Tetropium castaneum), tesařík páskovaný (Leptura aurulenta) a dubový (Plagionotus arcuantus) vč. kousavce korového (Rhagium inquisitor). Dále nápadní střevlíci rodu Carabus, kterých zde žije několik druhů, mj. početná je populace střevlíka Ullrichova (Carabus ullrichi).